# Eggewaartskapelle
Eggewaartskapelle is een polderdorpje in de Belgische provincie West-Vlaanderen. Het is sinds 1971 een deelgemeente van Veurne. Het heeft een oppervlakte van iets meer dan 490 ha en telt 166 inwoners (juni 2011). Het dorpje is omgeven door enkele andere plattelandsdorpen, namelijk Zoutenaaie, Alveringem en zijn deelgemeente Oeren, Wulveringem, Steenkerke en het grondgebied grenst in het oosten ook enkele honderden meter aan Pervijze.

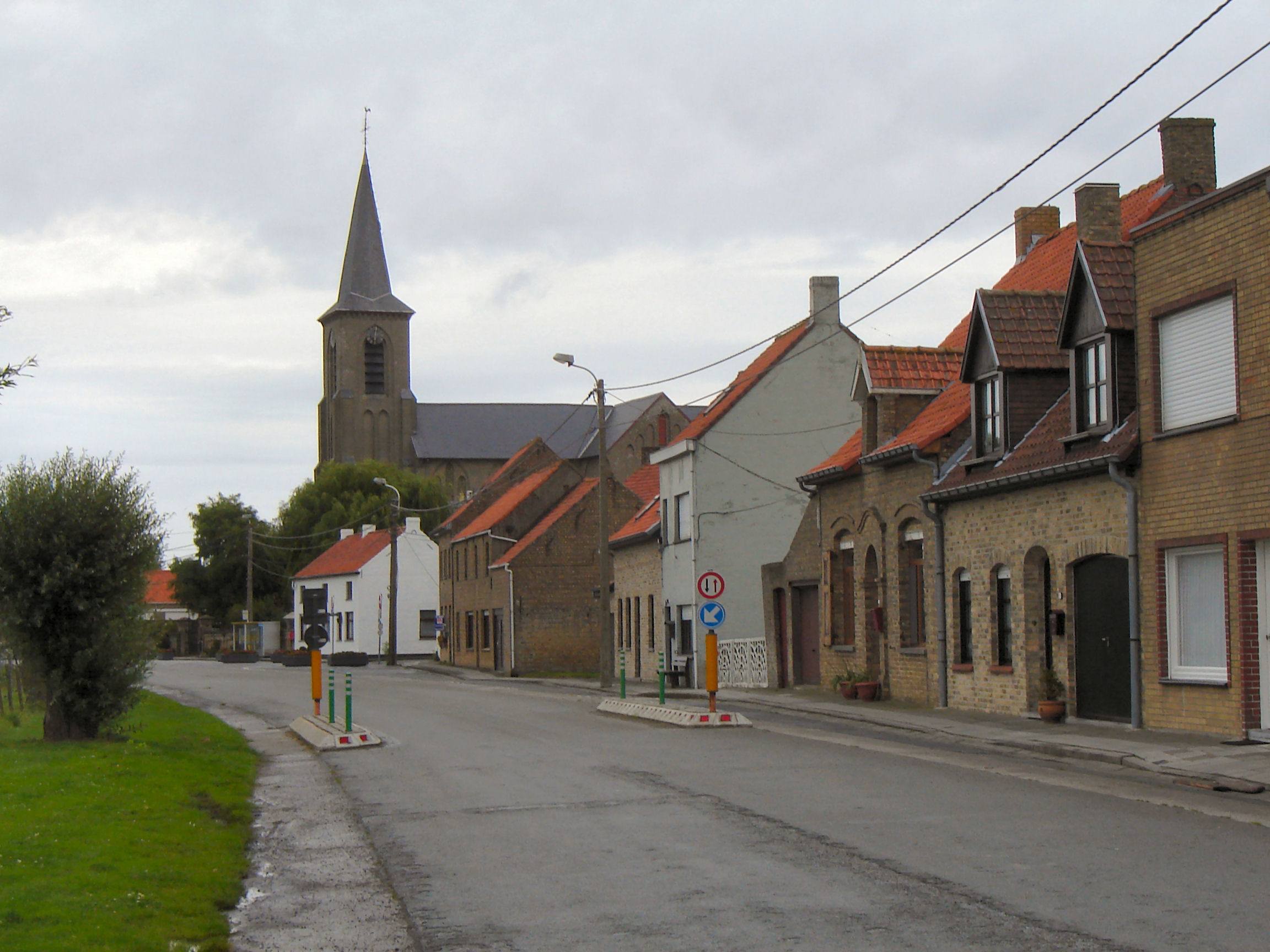
Dorpscentrum van Eggewaartskapelle

## Geschiedenis
Eggewaartskapelle werd voor het eerst vermeld in 1111 als Eggafridi Capella ofwel de kapel van Eggafrid. Deze Eggafridus Vandergracht stichtte een kapel bij de toen ontstane nederzetting. In 1115 werd de kapel verheven tot parochiekerk. Het patronaatsrecht berustte bij de Abdij van Sint-Bertinus te Sint-Omaars.

## Bezienswaardigheden
- De Sint-Jans Onthoofdingkerk is de parochiekerk van Eggewaartskapelle. De neogotische kerk werd gebouwd in 1873-1874.
- Het kerkhof ligt rond de kerk. Aan de achterkant van de kerk staan grafstenen van vijf Britse vliegeniers die omkwamen tijdens de Tweede Wereldoorlog.
- Het Molentje Decroos
- De omgrachte pastorie van de 18e eeuw.

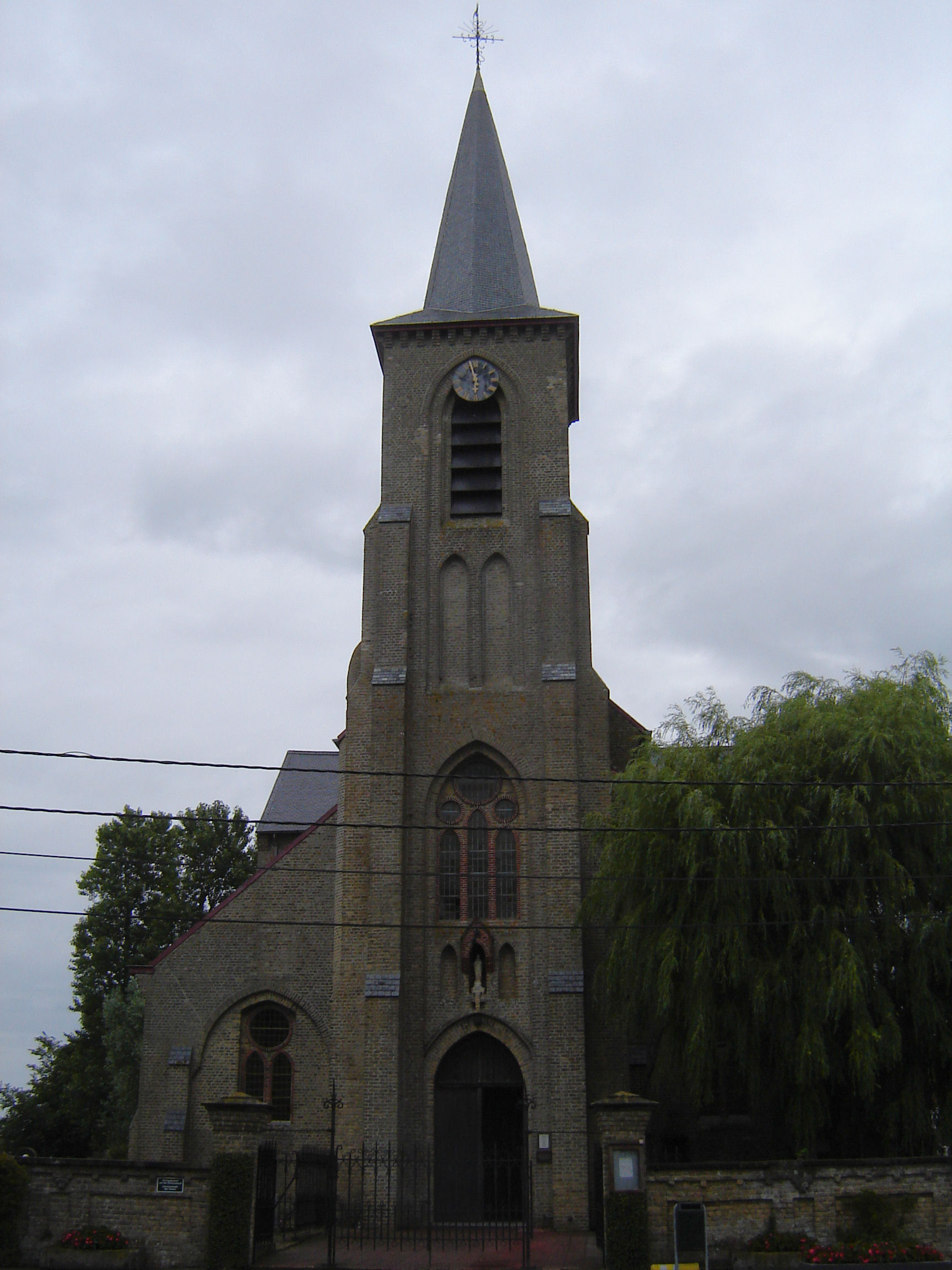
Sint-Jan Onthoofdingkerk

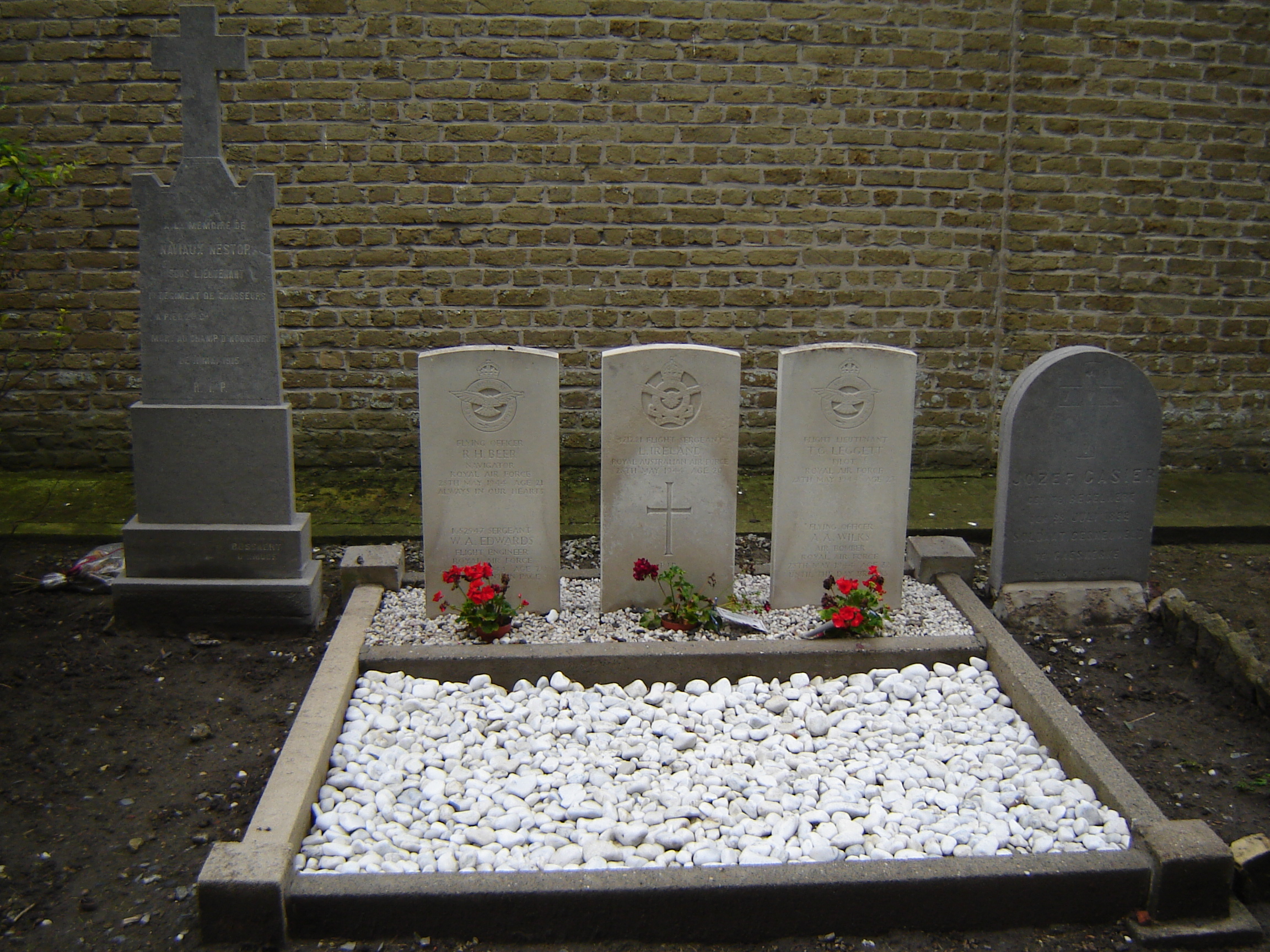
Britse oorlogsgraven

- Diverse historische boerderijen.

## Natuur en landschap
Eggewaartskapelle ligt in het West-Vlaamse polderland op een hoogte van ongeveer 3 meter. De belangrijkste waterlopen zijn de Krommegracht en het Zoutenaaieleed. In het westen vindt men de Lovaart.

## Demografische ontwikkeling
Bronnen: NIS, www.westhoek.be en Stad Veurne. Opm:1806 t/m 1991=volkstellingen; 1999=inwoneraantal op 1 januari; 2008=inwoneraantal op 14 februari; 2011=inwoneraantal op 14 juni

## Geboren
- Idesbaldus (1090 - 1167), abt van de Abdij Onze-Lieve-Vrouw Ten Duinen
- Jacobus de Ruyter (1671 - 1716), lieddichter en auteur van meerdere achttiende-eeuwse liedboeken

## Nabijgelegen kernen
Steenkerke, Avekapelle, Zoutenaaie, Oeren
Deelgemeenten: Avekapelle · Booitshoeke · Bulskamp · De Moeren · Eggewaartskapelle · Houtem · Steenkerke · Veurne · Vinkem · Wulveringem · Zoutenaaie

Belgische gemeenten · Arrondissement Veurne · West-Vlaanderen · Vlaanderen